# Flórida Central
A Flórida Central é uma região do estado norte-americano da Flórida. Fontes diferentes fornecem definições diferentes para a região, mas, como o próprio nome indica, costuma-se dizer que compreende a parte central do estado, incluindo a área de Tampa Bay e a área da Grande Orlando, embora nos últimos tempos a área de Tampa Bay tenha sido frequentemente descrita como como sua própria região, com "Flórida Central" tornando-se mais sinônimo da área de Orlando (principalmente, é assim que os canais de notícias locais em cada área metropolitana respectiva chamam sua região).
É uma das três regiões direcionais da Flórida, juntamente com o norte da Flórida e o sul da Flórida. Sob a definição "usual" mencionada anteriormente, inclui os 13 condados a seguir: Brevard, Citrus, Hernando, Hillsborough, Lake, Orange, Osceola, Pasco, Pinellas, Polk, Seminole, Sumter e Volusia. Às vezes, Ocala, que fica no condado de Marion, foi incluída. Embora Citrus, Hernando, Hillsborough, Pasco e Pinellas também sejam considerados a área de Tampa Bay.

## Geografia
Como muitas regiões vernáculas, os limites da Flórida Central não são oficiais ou consistentes e são definidos de forma diferente por diferentes fontes. Um estudo de 2007 das regiões da Flórida pelos geógrafos Ary Lamme e Raymond K. Oldakowski descobriu que os floridianos pesquisados identificaram a Flórida Central como compreendendo uma grande faixa da Flórida peninsular. Esta área abrangia o interior, incluindo a área metropolitana de Orlando, e trechos costeiros do Condado de Citrus ao sul até o Condado de Hillsborough no oeste e do Condado de Volusia ao sul até Sebastian no leste.
A Flórida Central é uma das três regiões direcionais mais comuns da Flórida, sendo as outras o norte da Flórida e o sul da Flórida. Lamme e Oldakowski observam que a região direcional é mais comumente usada nas áreas do interior do que na costa. De facto, embora as áreas costeiras geralmente tenham suas próprias identidades vernaculares regionais, como a Space Coast e a Nature Coast, nenhuma região vernacular foi relatada no interior do estado além da Flórida Central.
A Enterprise Florida, a agência de desenvolvimento econômico do estado, identifica a "Flórida Central" como uma das oito regiões econômicas usadas pela agência e outras entidades estaduais e externas, incluindo o Departamento de Transportes da Flórida. Esta definição abrange muito da mesma área que a pesquisa de Lamme e Oldakowski, com algumas exceções. Exclui a Área da Baía de Tampa e também os condados costeiros do sul (a Costa do Tesouro, que está incluída em "Sudeste" ou "Sul da Flórida"). A região Central inclui a área metropolitana de Orlando (condados de Orange, Lake, Osceola e Seminole ), e os condados de Sumter, Polk no interior, Citrus, Hernando, Hillsborough, Pasco e Pinellas na costa oeste e os condados de Volusia e Brevard na A costa leste.
As cidades centrais de ambas as áreas metropolitanas ( Orlando e Tampa ) estão próximas ( 85 mi (137 km) ) e, como resultado, suas duas áreas metropolitanas se misturam na área de Lakeland para formar um centro populacional contíguo maior, geralmente chamado de corredor I-4. Esta é uma concentração populacional que se estende desde Tampa Bay, na costa oeste, até Daytona Beach e Cabo Canaveral, na costa leste do estado.
Com exceção do terreno montanhoso em Mount Dora, no sul de Lake County, Polk County ( Lake Wales Ridge ), Pasco County e Hernando County (Brooksville Ridge). A Flórida Central é principalmente plana com quantidades significativas de espaço aberto e mais de 1.500 lagos e lagoas. Há uma mistura de pântanos, florestas de ciprestes, carvalhos, bordos e pinheiros, pastagens, pradarias e litoral.
Os principais rios incluem o rio St. Johns, o rio Halifax, o rio Ocklawaha e o rio Econlockhatchee. Os principais lagos incluem o Lago Apopka, o Lago Tohopekaliga, o Lago East Tohopekaliga, o Lago Louisa, o Lago Monroe, o Lago Jessup e a Cadeia de Lagos Butler. Há mais de 100 mi (160 km) de costa na Flórida Central ao longo da costa atlântica. As principais praias incluem Canaveral National Seashore, New Smyrna Beach, Daytona Beach, Cocoa Beach e Indialantic Beach perto de Melbourne.

### Clima
Os furacões são uma ameaça para as cidades costeiras, como evidenciado pela temporada de furacões de 2004, que trouxe três grandes furacões para a área da Flórida Central: Charley, Jeanne e Frances.

Jardins históricos de Cypress, (agora Lego-Land) na Flórida Central.

Os invernos são secos e temperados, com temperatura média alta no inverno em Orlando sendo 71 °F (22 °C) e a temperatura média baixa no inverno é de 49 °F (9 °C). Os verões são quentes e úmidos, com altas temperaturas médias de 92 °F (33 °C) e baixas temperaturas com média de 75 °F (24 °C). O pico de calor do verão geralmente chega no início de junho e continua até o início de outubro.
A combinação de altas temperaturas, alta umidade e brisas marítimas opostas das costas do Golfo e do Atlântico resulta em uma atividade significativa de tempestades de junho a setembro nos condados do interior. A Flórida Central registra mais raios por área do que qualquer outra região da Flórida, e a Flórida registra mais raios do que qualquer outro estado dos EUA. Como resultado, a Flórida, e mais especificamente a Flórida Central, é muitas vezes referida como a "capital das tempestades dos EUA", ou "Lightning Alley".
Essas fortes tempestades muitas vezes tornam a Flórida Central propensa a muitos tornados. No entanto, eles geralmente são pequenos, de curta duração e quase sempre classificados como tempestades de tamanho EF0 ou EF1.
A Flórida Central tem um clima subtropical. Um clima típico da maior parte do estado, com exceção do sul da Flórida, que tem um verdadeiro clima tropical. Ao contrário do sul da Flórida, onde temperaturas abaixo de 32 °F (0 °C) praticamente nunca ocorrem, a Flórida Central pode ter temperaturas congelantes ocasionais no inverno. Consequentemente, a maior parte da Flórida Central não pode acomodar as mesmas plantas tropicais encontradas no sul da Flórida, com exceção das áreas costeiras na área de Tampa Bay, condado de Brevard e condado de Indian River devido às influências marítimas do Golfo do México e do Oceano Atlântico. No entanto, os invernos ainda são considerados muito amenos pelos padrões dos Estados Unidos. As altas temperaturas típicas da Flórida Central no inverno são de cerca de 70 °F (21 °C). As baixas temperaturas estão principalmente nos 40 °F superiores.
| Dados climáticos para Orlando (Aeroporto Internacinal de Orlando), Flórida (1991-2020 normis, extremos 1952-presente) | Dados climáticos para Orlando (Aeroporto Internacinal de Orlando), Flórida (1991-2020 normis, extremos 1952-presente) | Dados climáticos para Orlando (Aeroporto Internacinal de Orlando), Flórida (1991-2020 normis, extremos 1952-presente) | Dados climáticos para Orlando (Aeroporto Internacinal de Orlando), Flórida (1991-2020 normis, extremos 1952-presente) | Dados climáticos para Orlando (Aeroporto Internacinal de Orlando), Flórida (1991-2020 normis, extremos 1952-presente) | Dados climáticos para Orlando (Aeroporto Internacinal de Orlando), Flórida (1991-2020 normis, extremos 1952-presente) | Dados climáticos para Orlando (Aeroporto Internacinal de Orlando), Flórida (1991-2020 normis, extremos 1952-presente) | Dados climáticos para Orlando (Aeroporto Internacinal de Orlando), Flórida (1991-2020 normis, extremos 1952-presente) | Dados climáticos para Orlando (Aeroporto Internacinal de Orlando), Flórida (1991-2020 normis, extremos 1952-presente) | Dados climáticos para Orlando (Aeroporto Internacinal de Orlando), Flórida (1991-2020 normis, extremos 1952-presente) | Dados climáticos para Orlando (Aeroporto Internacinal de Orlando), Flórida (1991-2020 normis, extremos 1952-presente) | Dados climáticos para Orlando (Aeroporto Internacinal de Orlando), Flórida (1991-2020 normis, extremos 1952-presente) | Dados climáticos para Orlando (Aeroporto Internacinal de Orlando), Flórida (1991-2020 normis, extremos 1952-presente) | Dados climáticos para Orlando (Aeroporto Internacinal de Orlando), Flórida (1991-2020 normis, extremos 1952-presente) |
| Mês | Jan | Fev | Mar | Abr | Mai | Jun | Jul | Ago | Set | Out | Nov | Dez | Ano |
| --- | --- | --- | --- | --- | --- | --- | --- | --- | --- | --- | --- | --- | --- |
| Recorde alta °F (°C)                                                                                                  | 87 (31) | 89 (32) | 93 (34) | 97 (36) | 100 (38) | 100 (38) | 101 (38) | 100 (38) | 98 (37) | 95 (35) | 91 (33) | 90 (32) | 101 (38) |
| Média máxima °F (°C)                                                                                                  | 83.5 (28.6) | 85.5 (29.7) | 88.4 (31.3) | 91.1 (32.8) | 94.5 (34.7) | 96.1 (35.6) | 96.1 (35.6) | 95.4 (35.2) | 93.8 (34.3) | 91.0 (32.8) | 86.7 (30.4) | 83.7 (28.7) | 97.2 (36.2) |
| Média alta °F (°C) | 71.8 (22.1) | 74.9 (23.8) | 78.9 (26.1) | 83.6 (28.7) | 88.4 (31.3) | 90.8 (32.7) | 92.0 (33.3) | 91.6 (33.1) | 89.6 (32) | 84.7 (29.3) | 78.3 (25.7) | 73.8 (23.2) | 83.2 (28.4) |
| Média diária °F (°C)                                                                                                  | 60.6 (15.9) | 63.6 (17.6) | 67.3 (19.6) | 72.2 (22.3) | 77.3 (25.2) | 81.2 (27.3) | 82.6 (28.1) | 82.6 (28.1) | 81.0 (27.2) | 75.5 (24.2) | 68.2 (20.1) | 63.3 (17.4) | 73.0 (22.8) |
| Média baixa °F (°C)                                                                                                   | 49.5 (9.7) | 52.4 (11.3) | 55.8 (13.2) | 60.7 (15.9) | 66.3 (19.1) | 71.6 (22) | 73.2 (22.9) | 73.7 (23.2) | 72.4 (22.4) | 66.2 (19) | 58.2 (14.6) | 52.9 (11.6) | 62.7 (17.1) |
| Média mínima °F (°C)                                                                                                  | 33.2 (0.7) | 36.5 (2.5) | 41.3 (5.2) | 49.2 (9.6) | 58.2 (14.6) | 67.5 (19.7) | 70.5 (21.4) | 70.7 (21.5) | 67.8 (19.9) | 53.4 (11.9) | 44.4 (6.9) | 37.6 (3.1) | 31.3 (−0.4) |
| Recorde baixa °F (°C)                                                                                                 | 19 (−7) | 26 (−3) | 25 (−4) | 38 (3) | 48 (9) | 53 (12) | 64 (18) | 65 (18) | 57 (14) | 43 (6) | 32 (0) | 20 (−7) | 19 (−7) |
| Média precipitação pol. (mm)                                                                                          | 2.48 (63) | 2.04 (51.8) | 3.03 (77) | 2.58 (65.5) | 4.02 (102.1) | 8.05 (204.5) | 7.46 (189.5) | 7.69 (195.3) | 6.37 (161.8) | 3.46 (87.9) | 1.79 (45.5) | 2.48 (63) | 51,45 (1 306,8) |
| Média de dias de precipitação (≥ 0.01 in)                                                                             | 7.0 | 6.4 | 6.8 | 6.3 | 8.4 | 16.2 | 17.1 | 17.2 | 14.2 | 8.4 | 6.0 | 7.1 | 121.1 |
| Fonte: NOAA | | | | | | | | | | | | | |

## História

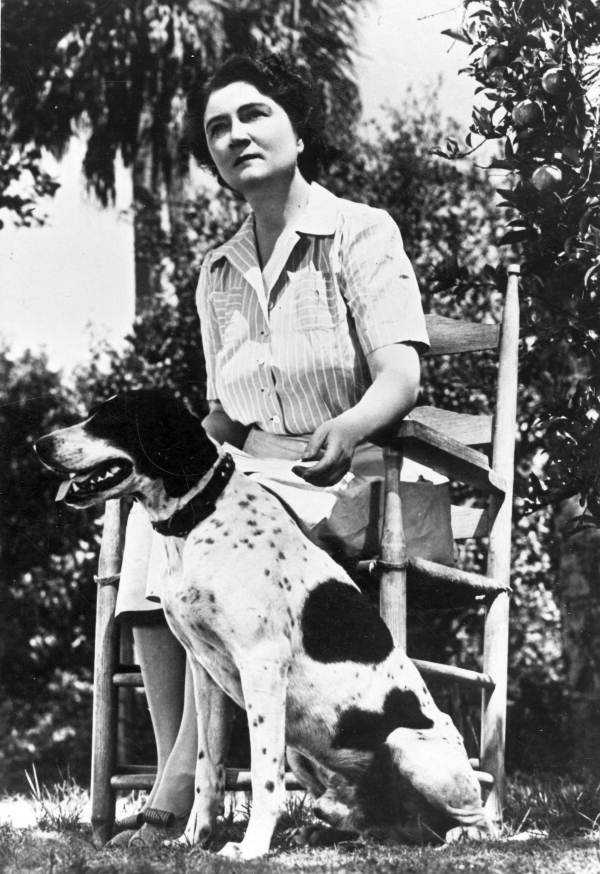
The Yearling ganhou um prêmio Pulitzer para Marjorie Kinnan Rawlings da Flórida por seu vislumbre da vida na Flórida Central.

No final da Guerra Civil, além do gado, do algodão e das terras costeiras, grande parte da Flórida Central era um pântano. Foi necessário um grande projeto de drenagem financiado pelo empresário Hamilton Disston na década de 1880 para tornar essas áreas úmidas disponíveis para assentamento.
Sanford foi incorporada em 1877 como uma cidade portuária na interseção de Lake Monroe e St. Johns River. Foi concebido como um centro de transporte; o fundador da cidade, Henry S. Sanford, a apelidou de "a cidade do portão do sul da Flórida". Tornou-se um centro de transporte de produtos agrícolas, o que rendeu à cidade outro apelido, "Cidade do Aipo".
Kissimmee, originalmente chamado de Allendale, em homenagem ao major confederado JH Allen, que operou o primeiro barco a vapor de carga no rio Kissimmee, cresceu na década de 1880. Era a sede da empresa de drenagem de Hamilton Disston. A cidade era um importante porto regional de navios a vapor, devido a sua localização no Lago Tohopekaliga. A expansão das ferrovias para a Flórida Central eliminou a necessidade da indústria de navios a vapor de Kissimmee.
O Grande Gelo de 1894-1895 arruinou as plantações de frutas cítricas, o que teve um efeito cascata prejudicial na economia.
A areia compacta das praias do condado de Volusia prestou-se às corridas de automóveis a partir de 1903, antes que as estradas pavimentadas se tornassem comuns, levando à reputação da área para carros e corridas. Ormond Beach era um local popular para quem gostava de carros velozes após a virada do século 20 porque a praia compactada era ideal para ir rápido. A mesma praia levou ao desenvolvimento de um resort turístico por Henry Flagler. Mais tarde, atraiu o ex-parceiro de negócios de Flagler, John D. Rockefeller, que tinha uma casa de inverno em Ormond.
Durante e após a Segunda Guerra Mundial, as Forças Aéreas do Exército dos EUA (Força Aérea dos EUA após 1947) e a Marinha dos EUA estabeleceram várias instalações de treinamento e bases operacionais na região, principalmente para atividades de aviação, seguidas de locais de exploração espacial. No final da década de 1940, os militares dos EUA estabeleceram uma instalação de teste de mísseis em Merritt Island, perto de Cabo Canaveral. A terra era em grande parte subdesenvolvida e o clima agradável permitia operações durante todo o ano. Quando a NASA mais tarde procurou uma base de longo prazo na década de 1960 para lançar espaçonaves, ela escolheu o local da Ilha Merritt, próximo ao Cabo Canaveral, para ter acesso às instalações de teste e às comunidades próximas. A NASA comprou mais de 100,000 acres (400 km2)   de terra para o Centro Espacial Kennedy.
Deltona foi desenvolvido em 1962 como uma comunidade de aposentadoria planejada. Agora é a maior cidade do condado de Volusia.

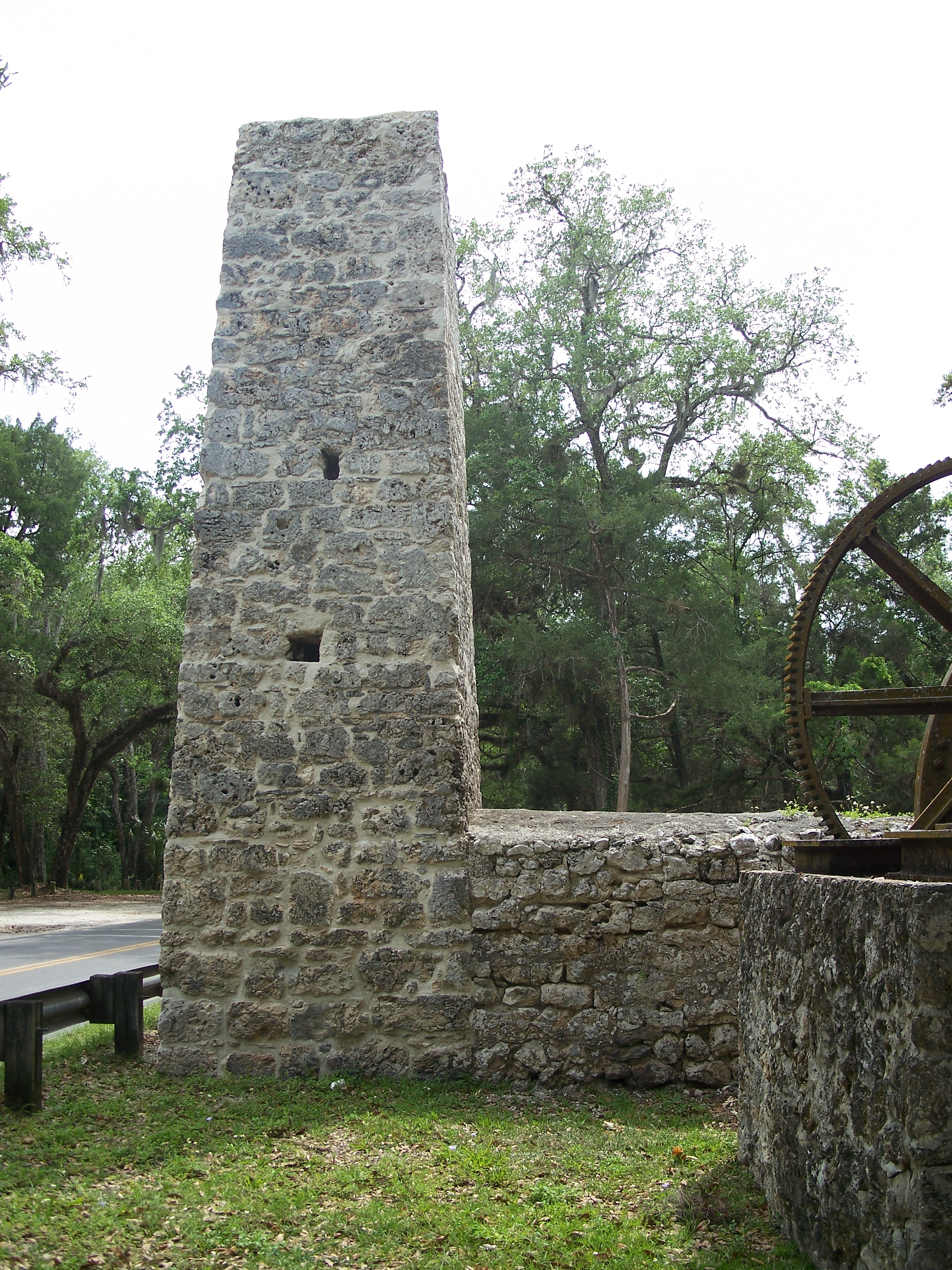
Yulee Sugar Mill, localizada na cidade de Homosassa, na Flórida Central. O Florida State Park é o local da plantação de açúcar de 5.100 acres de David Levy Yulee. A usina funcionou de 1851 a 1864 e serviu como fornecedora de produtos açucarados para as tropas do sul durante a Guerra Civil.

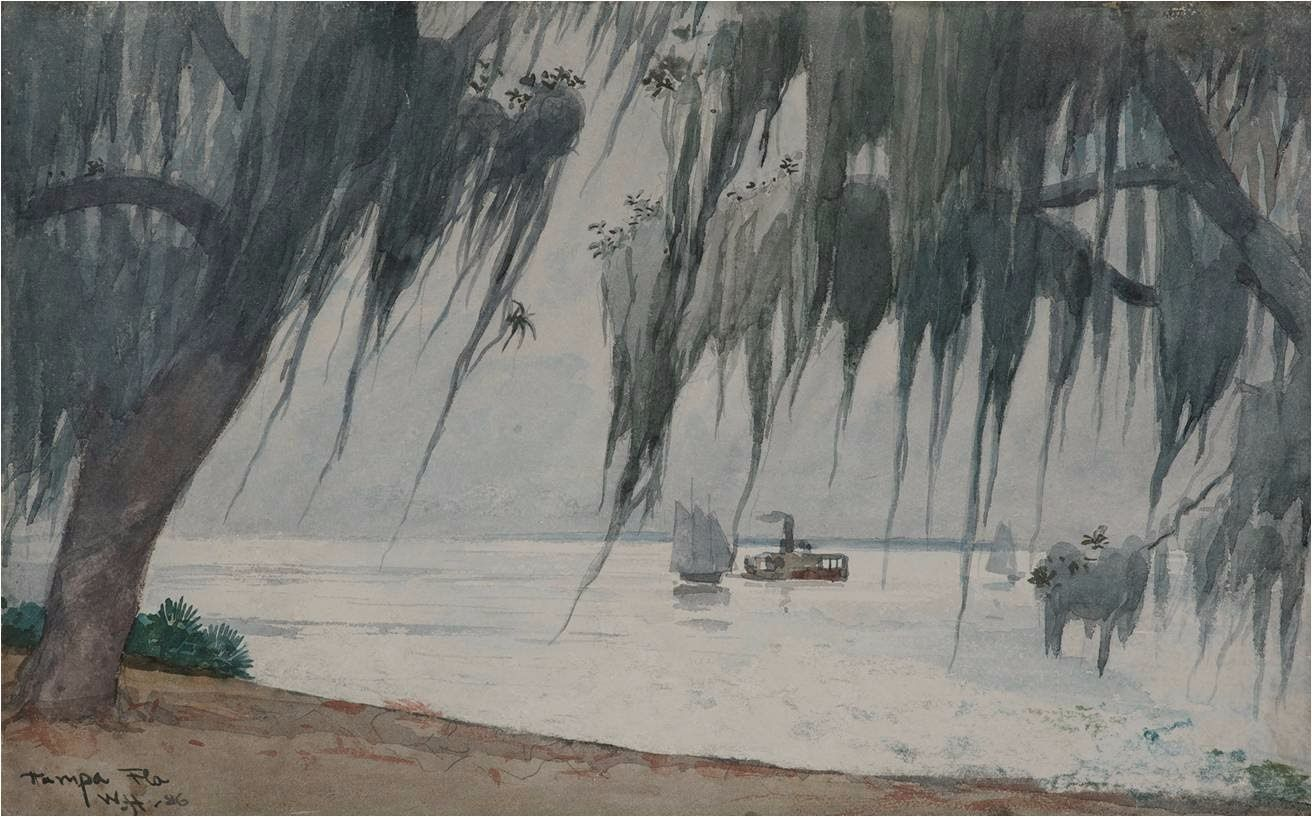
Musgo espanhol por Winslow Homer - Tampa Bay, Flórida, pintura de musgo espanhol balançando em galhos de carvalho vivo, uma cena familiar na Flórida Central

A construção do Walt Disney World Resort foi um evento transformador para a grande Orlando. Walt Disney queria um local com abundância de terras disponíveis que fosse mais acessível para os residentes do leste dos Estados Unidos visitarem. Não só havia um amplo terreno na Flórida Central, mas também era barato, e a localização no interior oferecia alguma proteção contra furacões. Os planos foram anunciados em 1965 e o parque temático foi aberto ao público em 1971.

## Cultura e atributos

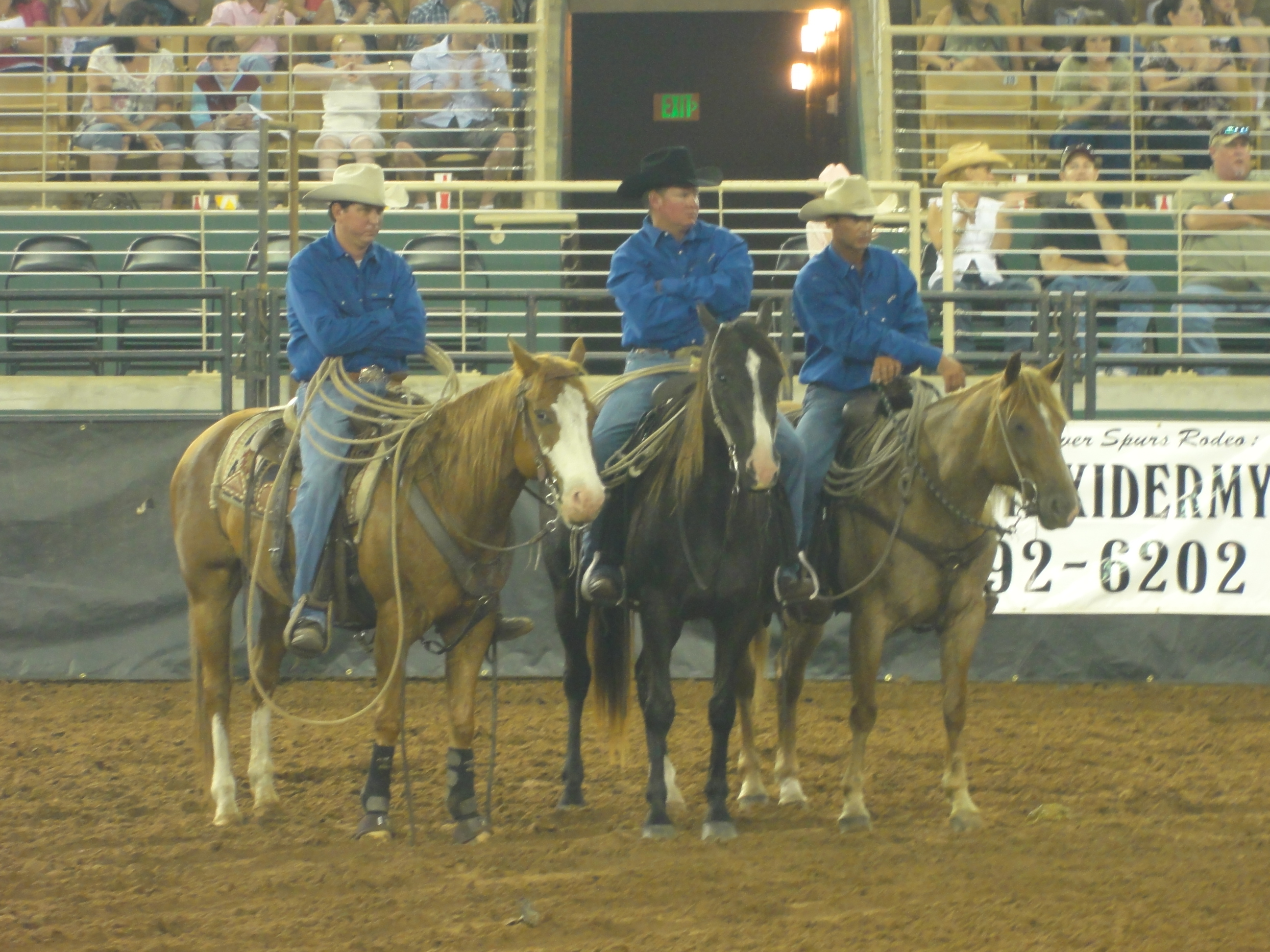
Cultura de Cowboy da Flórida Central, Silver Spurs Rodeo, Kissimmee

A pesquisa de Lamme e Oldakowski identifica vários elementos demográficos, políticos e culturais que caracterizam a Flórida Central e a distinguem de outras áreas do estado. Enquanto as pessoas de todas as partes do estado associaram sua área como parte do sul, as pessoas na parte sul da Flórida Central normalmente não identificavam sua área como parte de " Dixie ", enquanto as pessoas no norte da Flórida Central o faziam. As pessoas da Flórida Central geralmente não consideravam sua região parte do Cinturão da Bíblia.

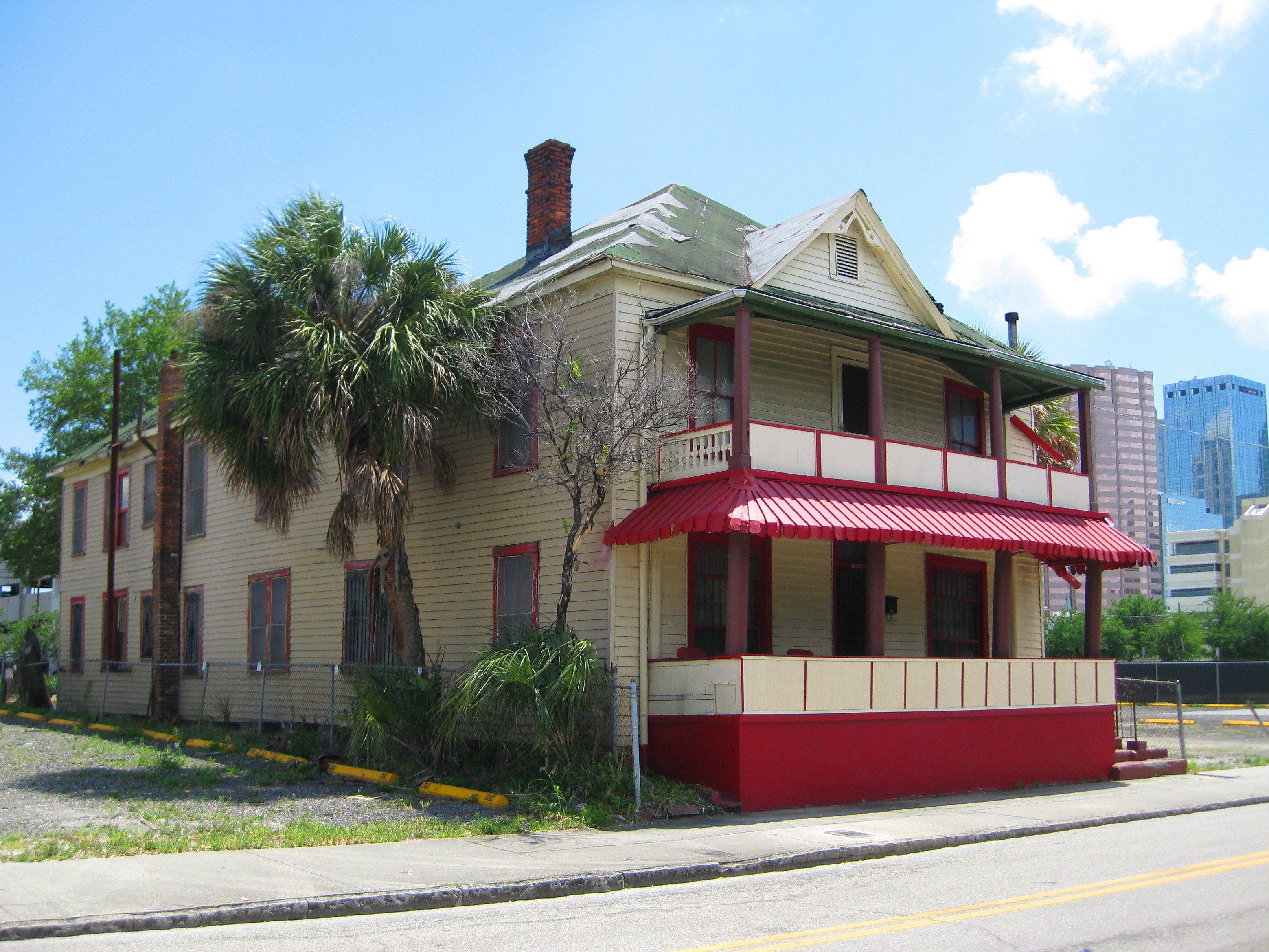
Jackson Rooming House em Tampa, acomodava afro-americanos durante a era da segregação racial na Flórida Central. O hotel foi palco de figuras proeminentes como Count Basie, Cab Calloway, James Brown, Ella Fitzgerald e Ray Charles.

Politicamente, enquanto o norte da Flórida era considerado predominantemente conservador e o sul da Flórida era considerado mais liberal, a maioria dos residentes da Flórida Central (52%) considerava sua área moderada; 41% o consideram conservador e 7% liberal. A pesquisa de Lamme e Oldakowski acompanha os estudos de Barney Warf e Cynthia Waddell sobre a geografia política da Flórida durante a eleição presidencial de 2000. A economia da Flórida Central é muito semelhante à do sul da Flórida. Em comparação com a economia mais diversificada do norte da Flórida, o turismo é de longe a indústria mais significativa no centro e no sul da Flórida, juntamente com uma indústria agrícola muito menor, mas significativa.
A pesquisa de Lamme e Oldakowski também encontrou alguns indicadores culturais que caracterizam a Flórida Central. Em geral, a Flórida Central foi semelhante ao norte da Flórida e diferiu do sul da Flórida nessas medidas. No centro e no norte da Flórida, a culinária americana era a comida mais popular, em contraste com o sul da Flórida, onde os alimentos étnicos eram igualmente populares. Além disso, embora houvesse pouca variação geográfica para a maioria dos estilos de música, havia variação regional tanto para a música country quanto para a latina. O country era popular no centro e no norte da Flórida, e menos no sul da Flórida, enquanto o latim era menos popular no centro e no norte da Flórida, e mais no sul da Flórida.

## Dados demográficos
Em 2009, a população total estimada da Flórida Central, incluindo as populações da região de Orange, Seminole, Osceola, Brevard, Volusia e Lake Counties era de 3,3 milhões de pessoas. Se as populações dos condados de Polk e Sumter fossem incluídas, a população estimada seria de 3,969 milhões de pessoas. </link> O crescimento explosivo tem abastecido a Flórida Central nos últimos trinta anos.
Em 2007, havia 70.000 asiáticos na Flórida Central, de acordo com o Censo dos Estados Unidos. Havia quase 1.900 japoneses, representando 3% dos asiáticos.
Cidades selecionadas na Flórida Central organizadas por população:
| Cidade           | população de 2020 | população de 2000 | Condado      |
| ---------------- | ----------------- | ----------------- | ------------ |
| tampa            | 384 959           | 303 447           | Hillsborough |
| orlando          | 307 573           | 185 951           | Laranja      |
| São Petersburgo  | 258 308           | 248 232           | Pinellas     |
| Palm Bay         | 119 760           | 79 413            | Brevard      |
| Água limpa       | 117 292           | 108 789           | Pinellas     |
| Lakeland         | 112 641           | 78 452            | polk         |
| Deltona          | 93 692            | 69 543            | Volúsia      |
| Largo            | 82 485            | 69 371            | Pinellas     |
| Melbourne        | 84 678            | 71 382            | Brevard      |
| Kissimmee        | 79 226            | 47 814            | Osceola      |
| Praia de Daytona | 72 647            | 64 112            | Volúsia      |
| porto laranja    | 62 596            | 45 823            | Volúsia      |
| Sanford          | 61 051            | 38 291            | Seminole     |
| St Cloud         | 58 964            | 35 183            | Osceola      |
| Praia de Ormond  | 43 080            | 36 301            | Volúsia      |
| Clermont         | 43 021            | 9 333             | Lago         |
| Oviedo           | 40 059            | 26 316            | Seminole     |

## Economia
A agricultura ocupou uma grande parte da economia da Flórida Central, com morangos de inverno, frutas cítricas, madeira, vegetais e aquicultura todos fazendo grandes contribuições.

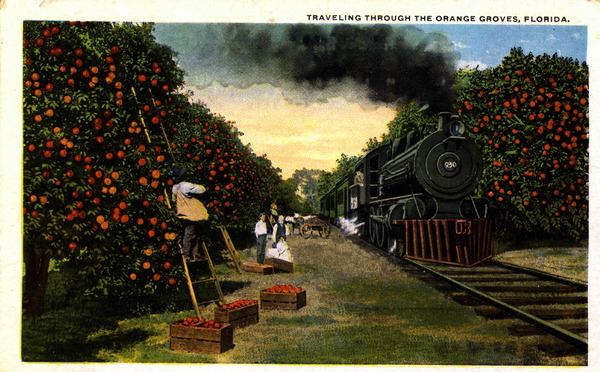
Orange Groves, Flórida Central

O turismo é um grande contribuinte para a economia da Flórida Central.
A área se diversificou economicamente na última década. Como um polo industrial de alta tecnologia, a região metropolitana de Orlando possui o sétimo maior parque de pesquisa dos EUA, o Central Florida Research Park, a escola de engenharia e negócios da University of Central Florida. Possui empresas de defesa como Lockheed Martin e Siemens.
A pesquisa médica é proeminente na Universidade do Sul da Flórida em Tampa e na Universidade da Flórida Central em Orlando, bem como nas instalações de pesquisa biomédica do Sanford-Burnham Medical Research Institute. A USF, em particular, é líder nacional em pesquisas sobre câncer e demência.
A área de Tampa Bay tornou-se um centro de fabricação e pesquisa de alta tecnologia, enquanto Orlando e a área de Tampa Bay são centros para o setor financeiro, especialmente seguradoras e operações de back-end para grandes empresas bancárias.

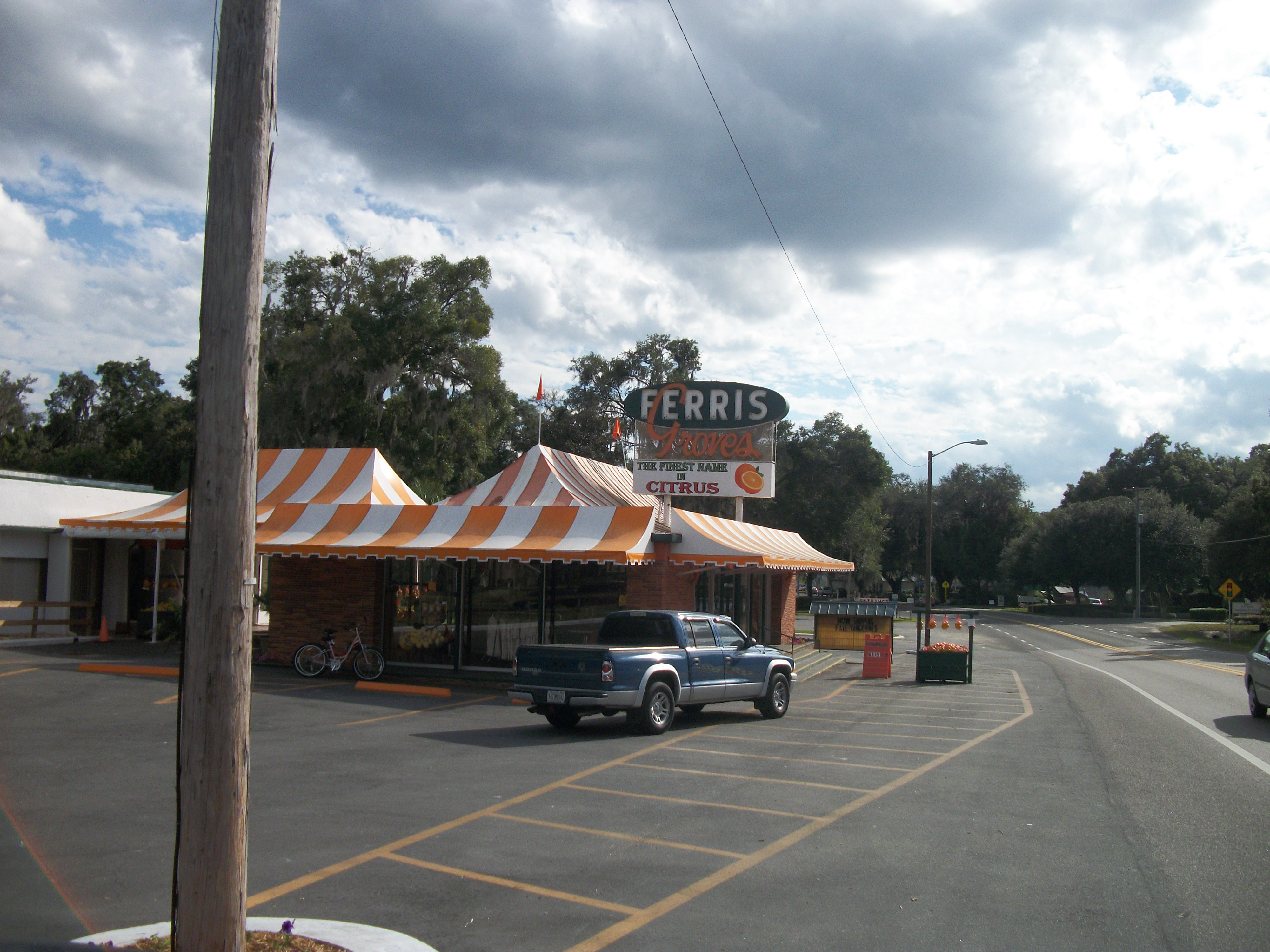
Ferris Groves Store em Floral City, uma das muitas barracas de frutas cítricas no estilo da Flórida antiga encontradas nas estradas vicinais da Flórida Central.

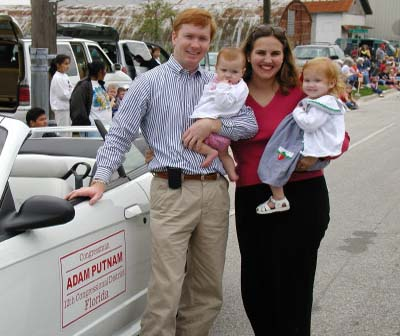
Plant City Strawberry Festival, congressista Putnam com a esposa Melissa e suas filhas no Strawberry Parade em Plant City, Flórida,

As instalações militares ativas na região incluem a Base da Força Espacial Patrick e a Estação da Força Espacial de Cabo Canaveral, localizadas na costa atlântica; Base da Força Aérea MacDill, Estação Aérea da Guarda Costeira Clearwater e Setor da Guarda Costeira São Petersburgo na Costa do Golfo; e Naval Support Activity Orlando, o Navy Pinecastle Impact (Bombing) Range e o Avon Park Air Force Range localizado no interior. Estes são aumentados por comandos principais que são atividades inquilinas nessas instalações, como o quartel-general do Comando Central dos Estados Unidos (USCENTCOM) e o quartel-general do Comando de Operações Especiais dos Estados Unidos (USSOCOM) em MacDill AFB, a Unidade de Teste de Artilharia Naval e a Guarda Costeira Station Port Canaveral em Cape Canaveral SFS e outras atividades da Ativa, Reserva, Guarda Nacional do Exército e Guarda Aérea Nacional que estão localizadas como instalações autônomas ou como inquilinos nas instalações da ativa.

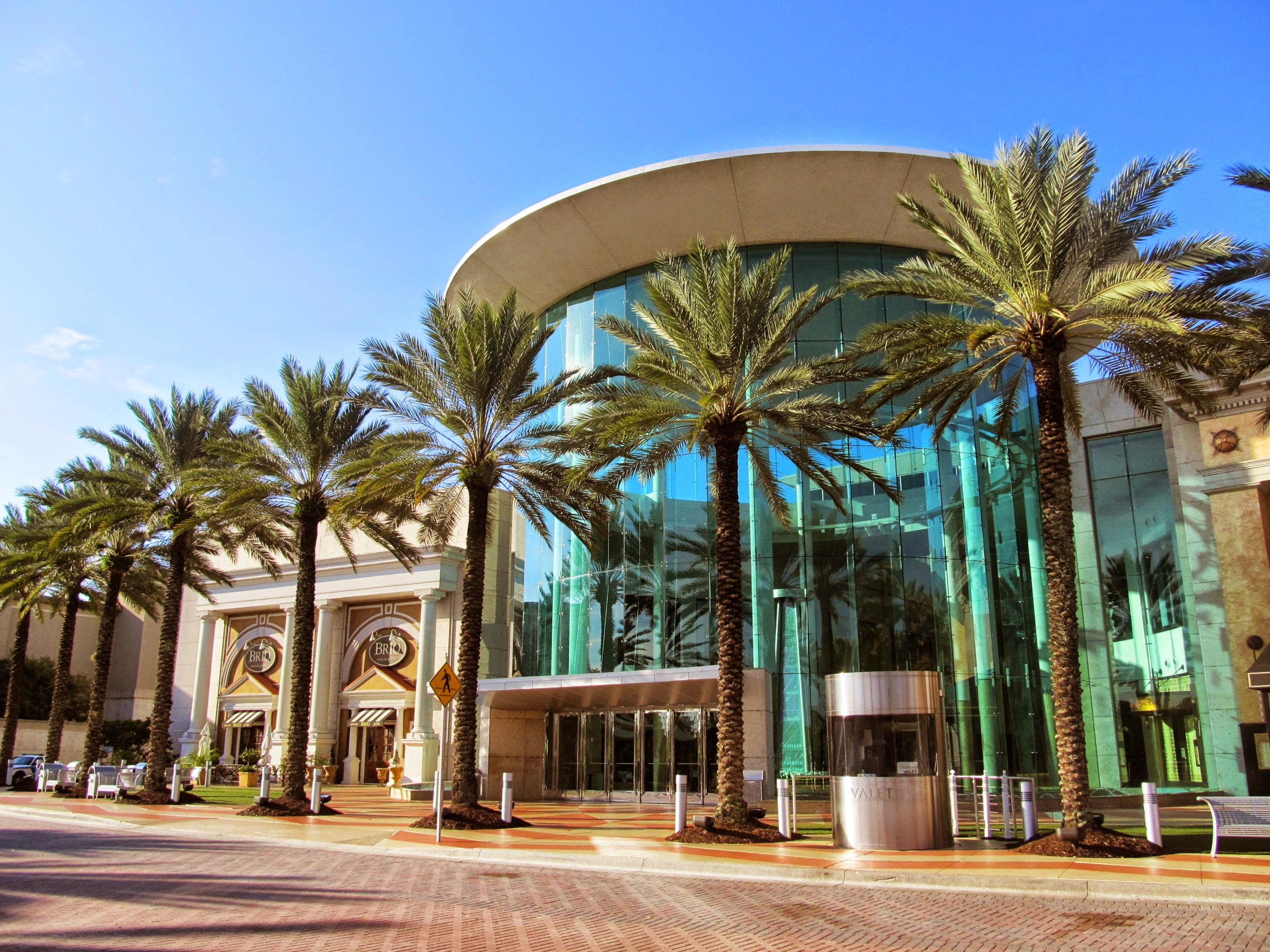
The Mall at Millenia, um shopping super-regional de alto padrão na área metropolitana de Orlando.

Antigas instalações adicionais que desde então foram fechadas e convertidas para uso civil incluem Hillsborough Army Air Field, um campo de treinamento da Segunda Guerra Mundial que agora faz parte de um bairro, Busch Gardens Tampa Bay e a University of South Florida ; Naval Air Station Sanford, que fechou em 1968 e é o atual Aeroporto Internacional de Orlando-Sanford ; McCoy Air Force Base, que fechou em 1975 e é o atual Aeroporto Internacional de Orlando ; e a Orlando Air Force Base, que foi transferida para a Marinha em 1968 e renomeada como Naval Training Center Orlando até seu fechamento dirigido pelo BRAC em 1999 e a conversão para o atual bairro de Baldwin Park.
As outras grandes instalações do governo dos EUA na Flórida Central são o Kennedy Space Center, uma instalação da NASA localizada ao lado de Cape Canaveral SFS, e a clínica ambulatorial do Departamento de Assuntos de Veteranos (VA) em Baldwin Park (antigo Orlando AFB Hospital / antigo Naval Hospital Orlando). e o VA Hospital em Lake Nona.

### Atrações

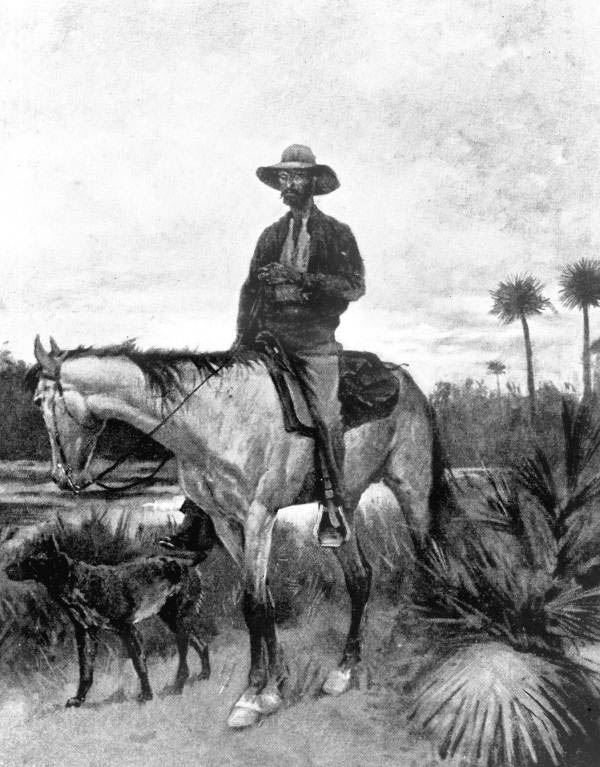
Cracker Country Living History Museum, localizado no Florida State Fairgrounds, Tampa. Fundada pelo Sr. e Sra. Doyle Carlton, Jr. para garantir que as gerações futuras possam entender e apreciar melhor a herança rural da Flórida

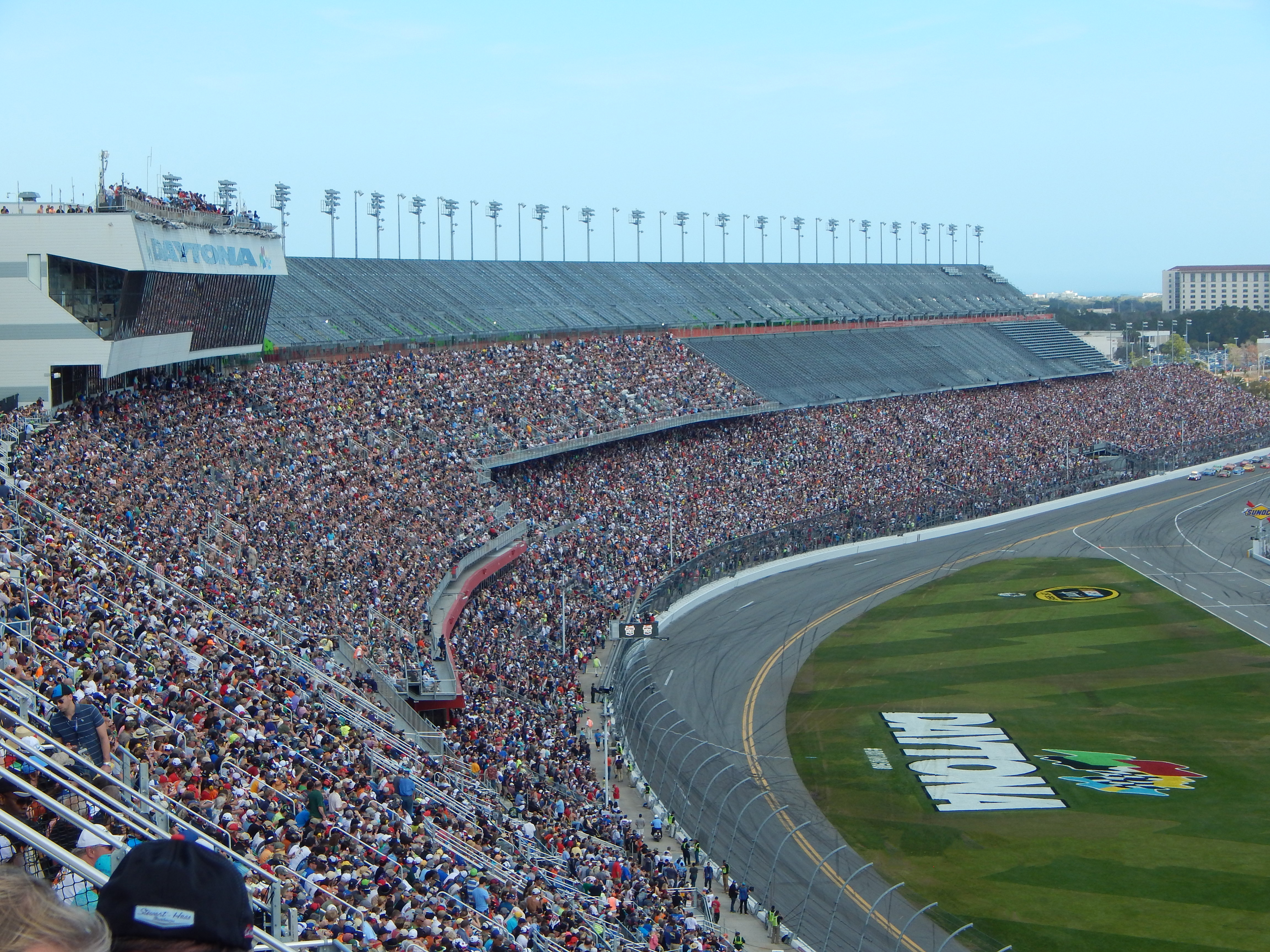
Daytona International Speedway no dia da Daytona 500 na Flórida Central.

#### Parques temáticos
- Walt Disney World Resort, que inclui Magic Kingdom, Epcot, Disney's Hollywood Studios, Disney's Animal Kingdom, Disney's Typhoon Lagoon e Disney's Blizzard Beach
- Sea World Orlando
- Universal Orlando Resort, que inclui Universal Studios Florida, Islands of Adventure e Volcano Bay
- Busch Gardens Tampa e Adventure Island
- Legolândia Flórida
- Gatorland
- Parques temáticos Fun Spot America

#### zoológicos
A Flórida Central tem quatro grandes zoológicos, o Central Florida Zoo and Botanical Gardens em Sanford, o Brevard Zoo em Melbourne, o parque animal Busch Gardens Tampa Bay e o Lowry Park Zoo em Tampa. Há também dois parques temáticos em Orlando com animais, embora em menor escala: Disney's Animal Kingdom e SeaWorld Orlando.

#### áreas naturais
A Flórida Central também tem uma grande variedade de atrações naturais, incluindo Bok Tower Gardens, Wekiwa Springs State Park, Blue Spring State Park, Rock Springs Run State Reserve, Canaveral National Seashore e Merritt Island National Wildlife Refuge. A região possui ainda uma extensa rede de percursos recreativos (jogging, ciclismo, hipismo, etc. ). Embora muitas conexões já estejam em vigor, a construção continua e ligará todas as trilhas e vias verdes. As principais trilhas incluem Cady Way, Cross Seminole e West Orange Trails. Muitas das melhores praias dos Estados Unidos estão localizadas na Flórida Central.

## Transporte

### aeroportos
Os principais aeroportos internacionais incluem:
- Aeroporto Internacional de Orlando
- Aeroporto Internacional de Daytona Beach
- Aeroporto Internacional de Orlando
- Aeroporto Internacional de Tampa
- Aeroporto Internacional de St. Pete-Clearwater
- Aeroporto de Melbourne
- Aeroporto Internacional de Leesburg
- Aeroporto Internacional de Lakeland Linder
- Aeroporto Winter Haven's Gilbert
- Aeroporto Regional Space Coast

### Portos marítimos

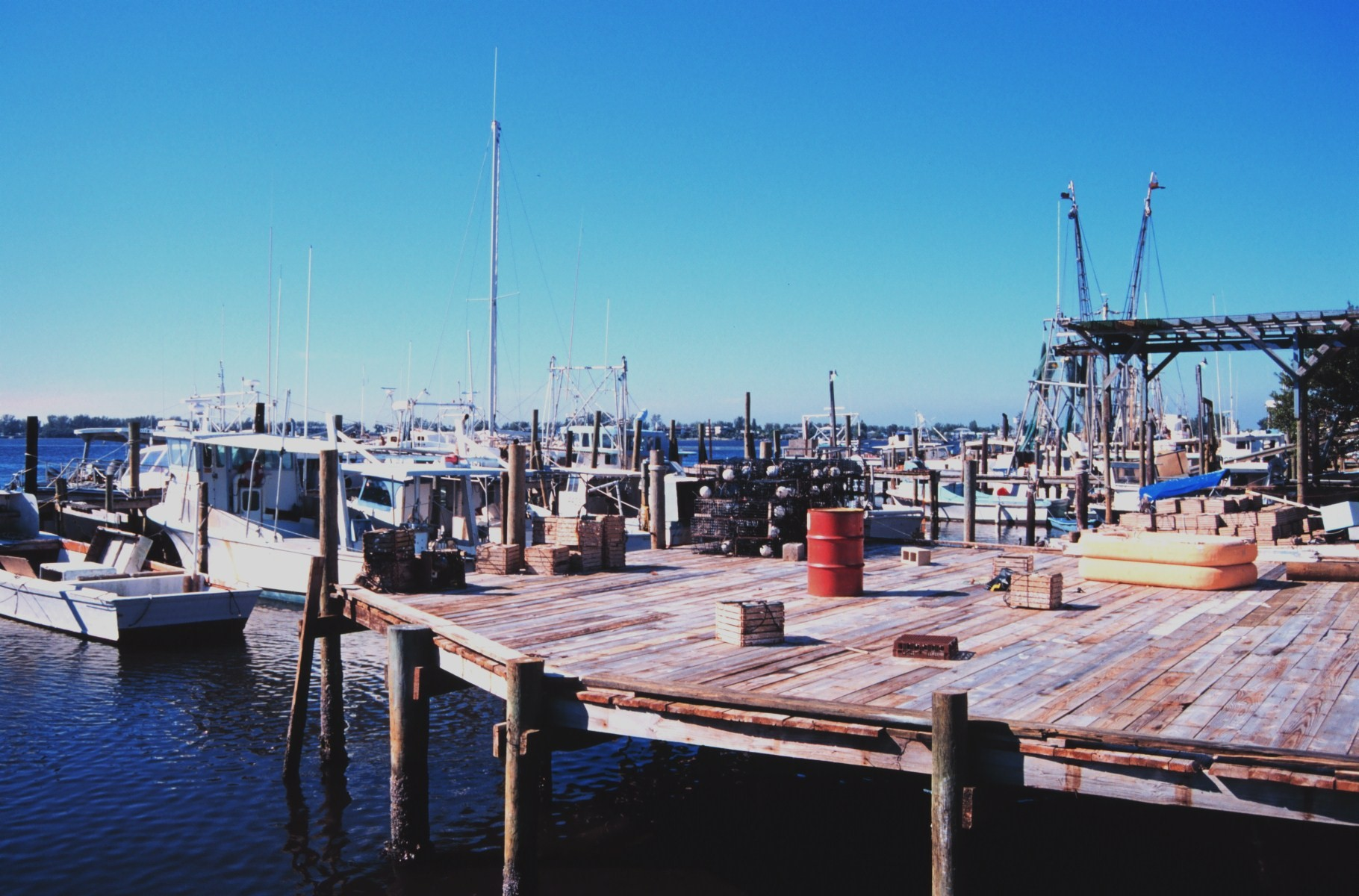
A indústria de frutos do mar da Flórida Central é mostrada aqui com uma fotografia de barcos de pesca de camarão, pargo, garoupa e caranguejo-pedra em Cortez, Flórida

Port Canaveral, localizado em Cabo Canaveral, 45 minutos a leste de Orlando, é um porto de cruzeiros, carga e naval. É um dos portos mais movimentados da Flórida e está economicamente ligado a Orlando. Considerado localmente o porto marítimo de Orlando, Port Canaveral é o porto mais próximo para turistas e residentes de Orlando fazerem cruzeiros na Disney Cruise Lines e Carnival Cruises. Os planos futuros para o porto incluem uma ferrovia e uma linha de gás natural diretamente para o Aeroporto Internacional de Orlando.
Outro importante porto marítimo da região é Port Tampa Bay, que é um dos mais movimentados do estado e está em fase de grande expansão que lhe permitirá competir em nível internacional.

### Rodovias e rodovias

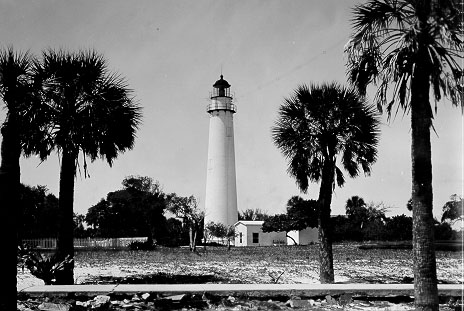
O histórico Egmont Key Light está localizado em Tampa Bay, construído em 1848 e encomendado pelo coronel. Robert E. Lee. A ilha está no Registro Nacional de Lugares Históricos, e é um Refúgio Nacional de Vida Selvagem e um parque estadual. No início da Guerra Civil, os corredores de bloqueio confederados usaram a ilha como base.

Autoestradas e vias expressas de acesso limitado:
- Interstate 4 (Florida State Road 400)
- Interstate 75 (SR 93 and 93A)
- Interstate 275 (SR 93)
- Interstate 175 (SR 594)
- Interstate 375
- Interstate 95 (SR 9)
- Florida's Turnpike (SR 91)
- Florida State Road 100 - Moody Boulevard
- Florida State Road 528 - Beachline Expressway
- Florida State Road 408 - Holland East/West Expressway
- Florida State Road 417 - Central Florida GreeneWay
- Florida State Road 429 - Western Expressway
- Florida State Road 414 - Apopka Bypass
- Florida State Road 570 - Polk Parkway
- Florida State Road 589 - Veteran's Expressway
- Florida State Road 618 - Selmon Expressway

Principais artérias de superfície:
- U.S. Highway 441
- U.S. Highway 17-92
- U.S. Highway 27
- U.S. Highway 192
- U.S. Highway 1
- U.S. Highway 98
- Florida State Road 19
- Florida State Road 33
- Florida State Road 46
- Florida State Road 415
- Florida State Road 436
- Florida State Road 50
- Florida State Road 60
- Florida State Road 520
- U.S. Highway 41

### Transporte público

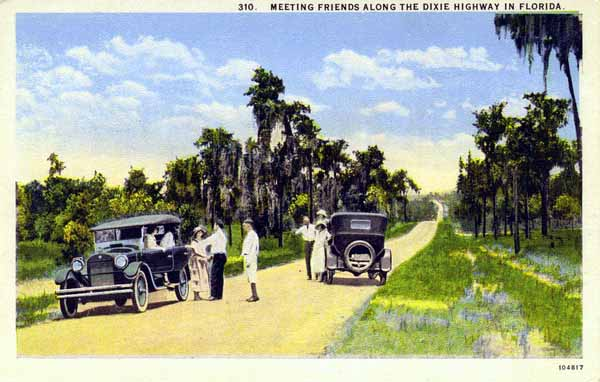
A Dixie Highway é uma rota histórica que passa pelo coração da Flórida Central. Antes do sistema interestadual, ele conectava motoristas que viajavam para cidades como Orlando, Arcadia e Bartow.

Uma rede regional de trens suburbanos está sendo desenvolvida na Flórida Central. A primeira dessas iniciativas, SunRail, é uma linha ferroviária suburbana que vai de DeLand South a Kissimmee. A primeira fase deve ser concluída até 2013, com o sistema completo instalado até 2015. A Amtrak também atende a Flórida Central operando na linha A da CSX Transportation e para na estação Orlando Amtrak. O Auto Train para em Sanford, Flórida, ao norte do centro de Orlando.
A partir de 2022, uma ferrovia de alta velocidade entre Orlando e Miami está sendo desenvolvida pela Brightline, que planeja estender a ferrovia até Tampa após a conclusão.

## Educação
As escolas primárias e secundárias públicas da Flórida são administradas pelo Departamento de Educação da Flórida.

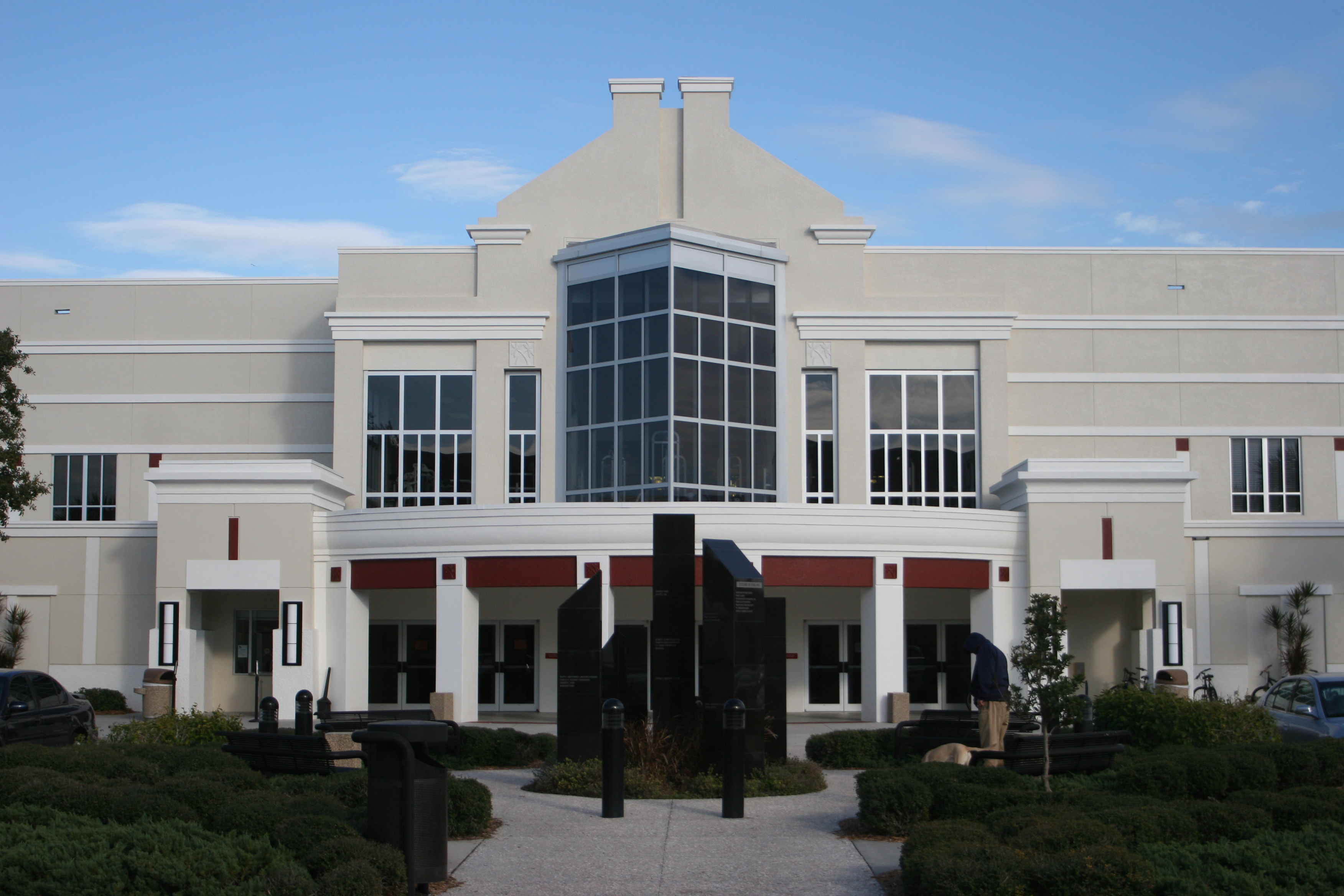
Florida Institute of Technology Melbourne
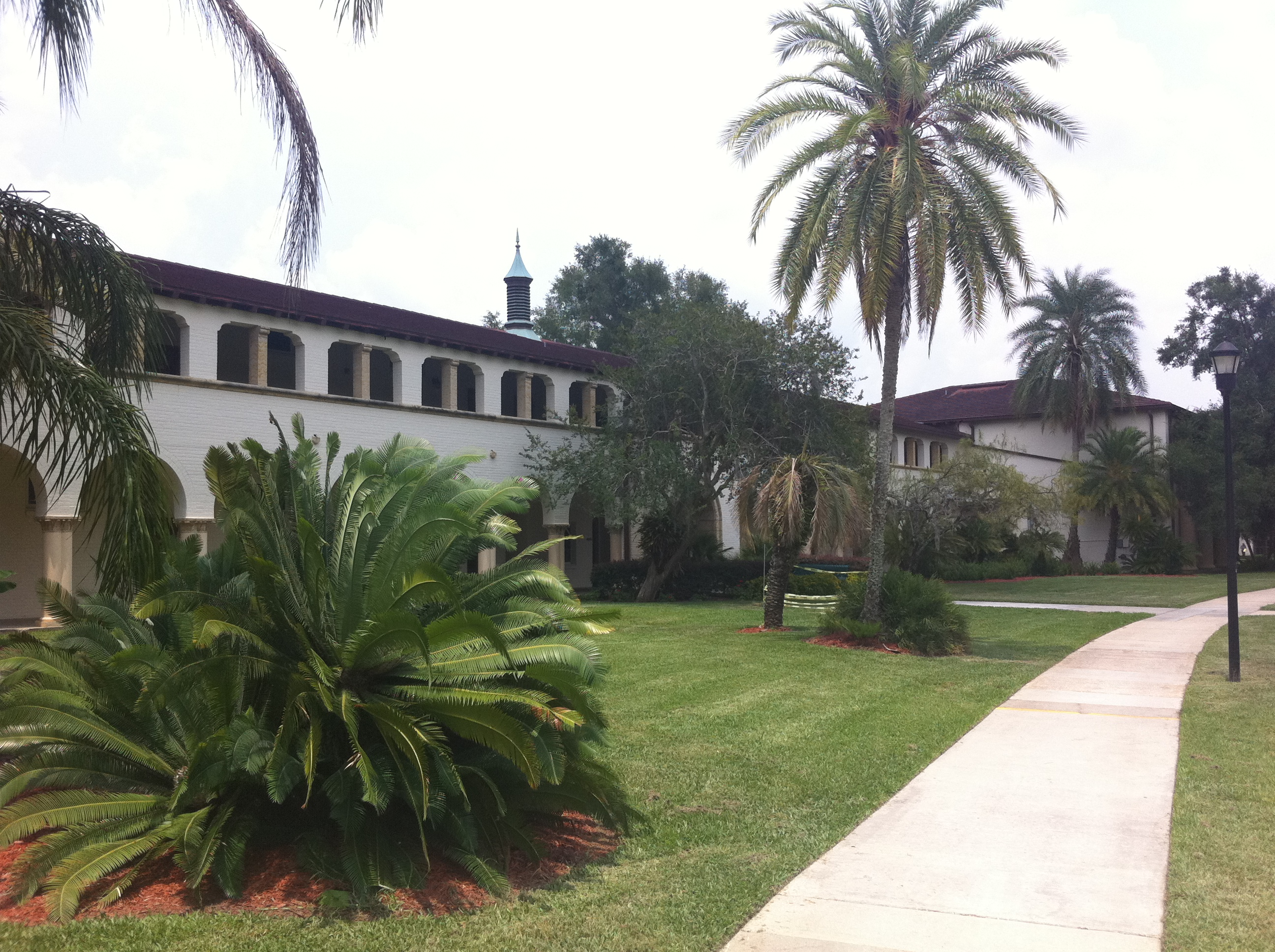
Saint Leo University St. Leo
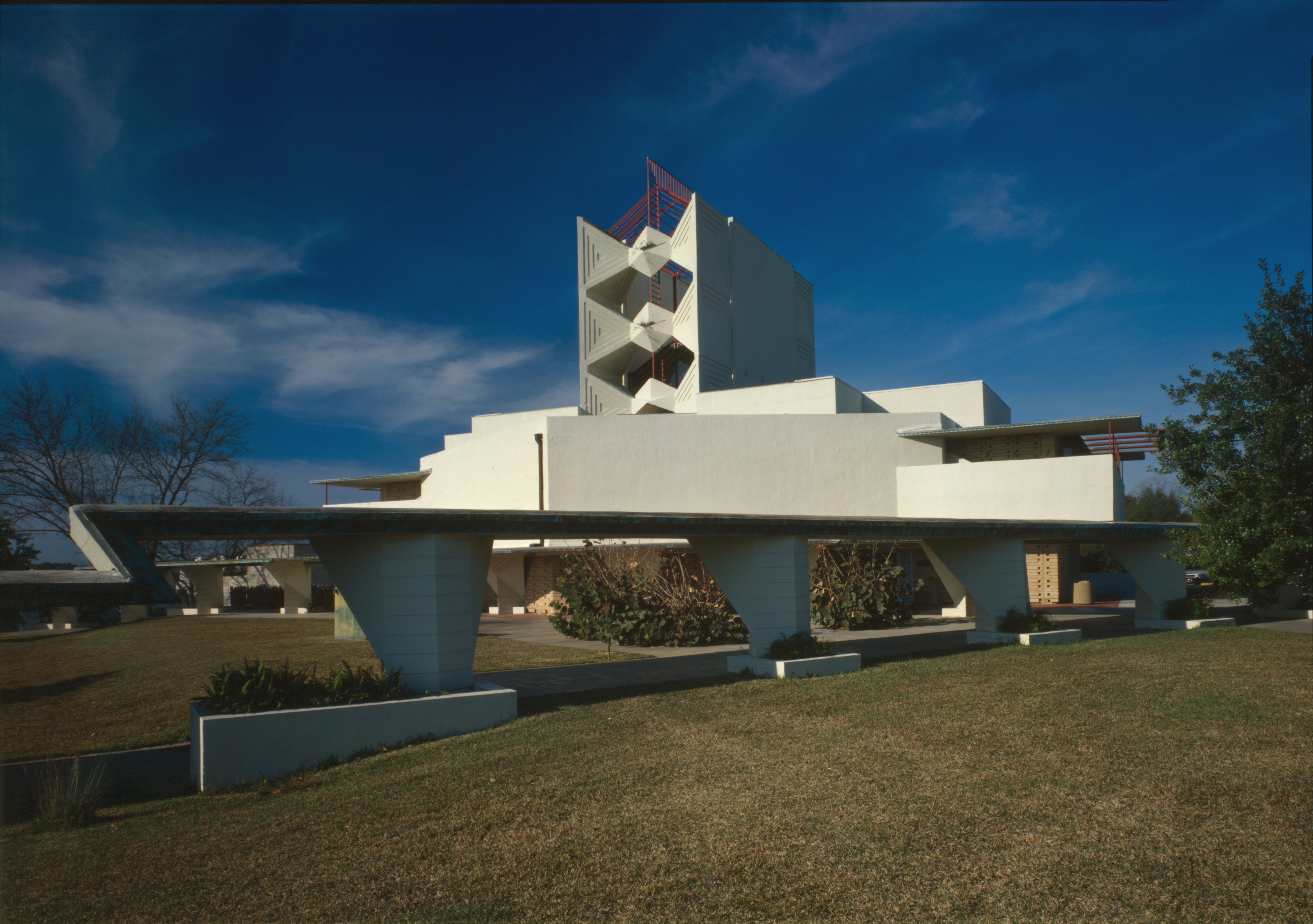
Florida Southern College Lakeland
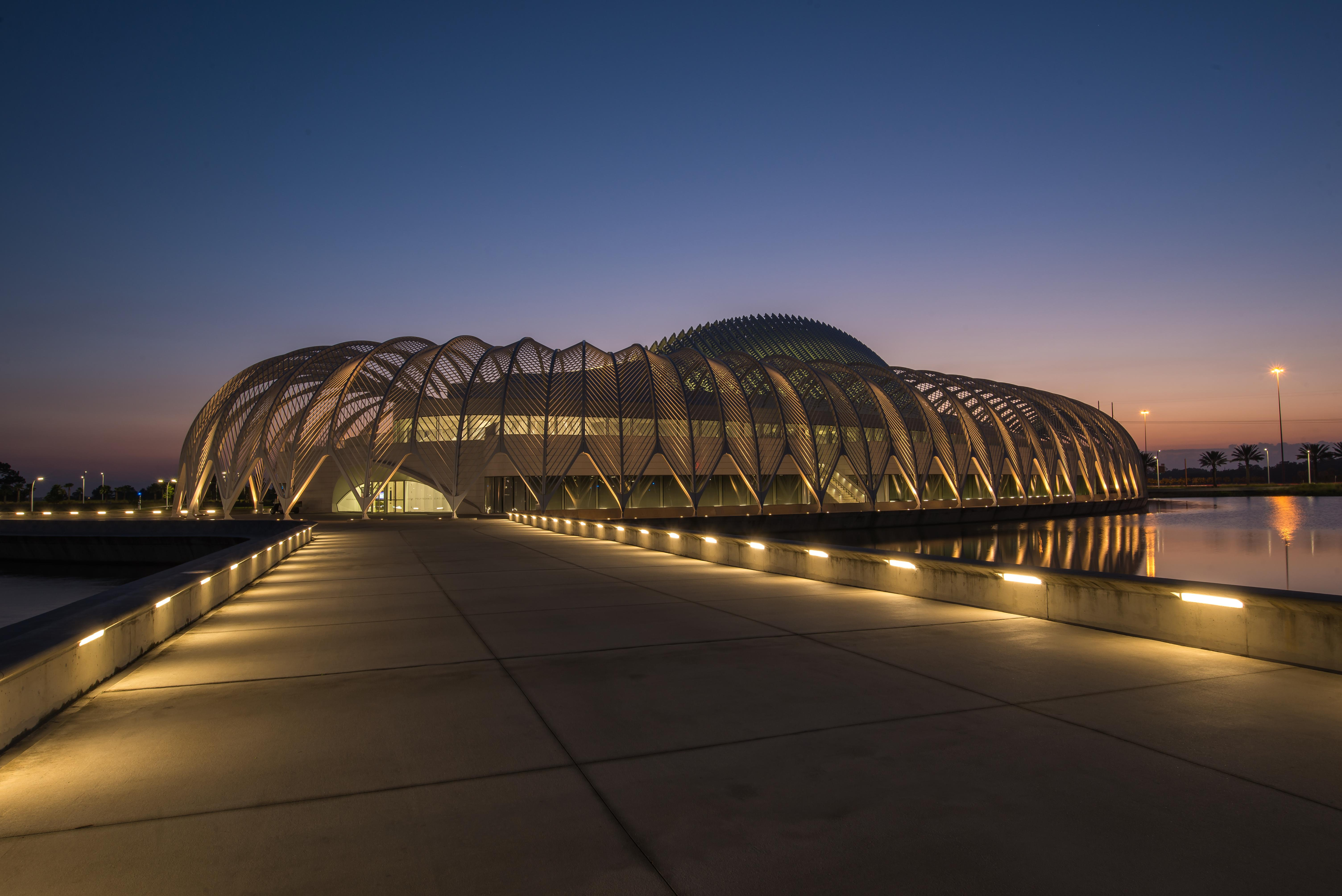
Florida Polytechnic University Lakeland
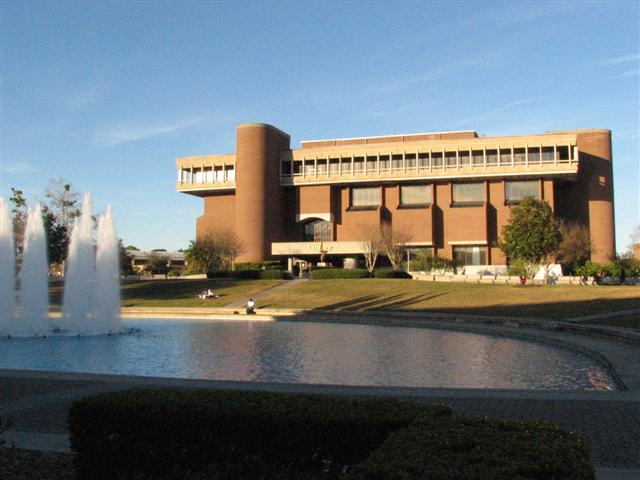
University of Central Florida Orlando
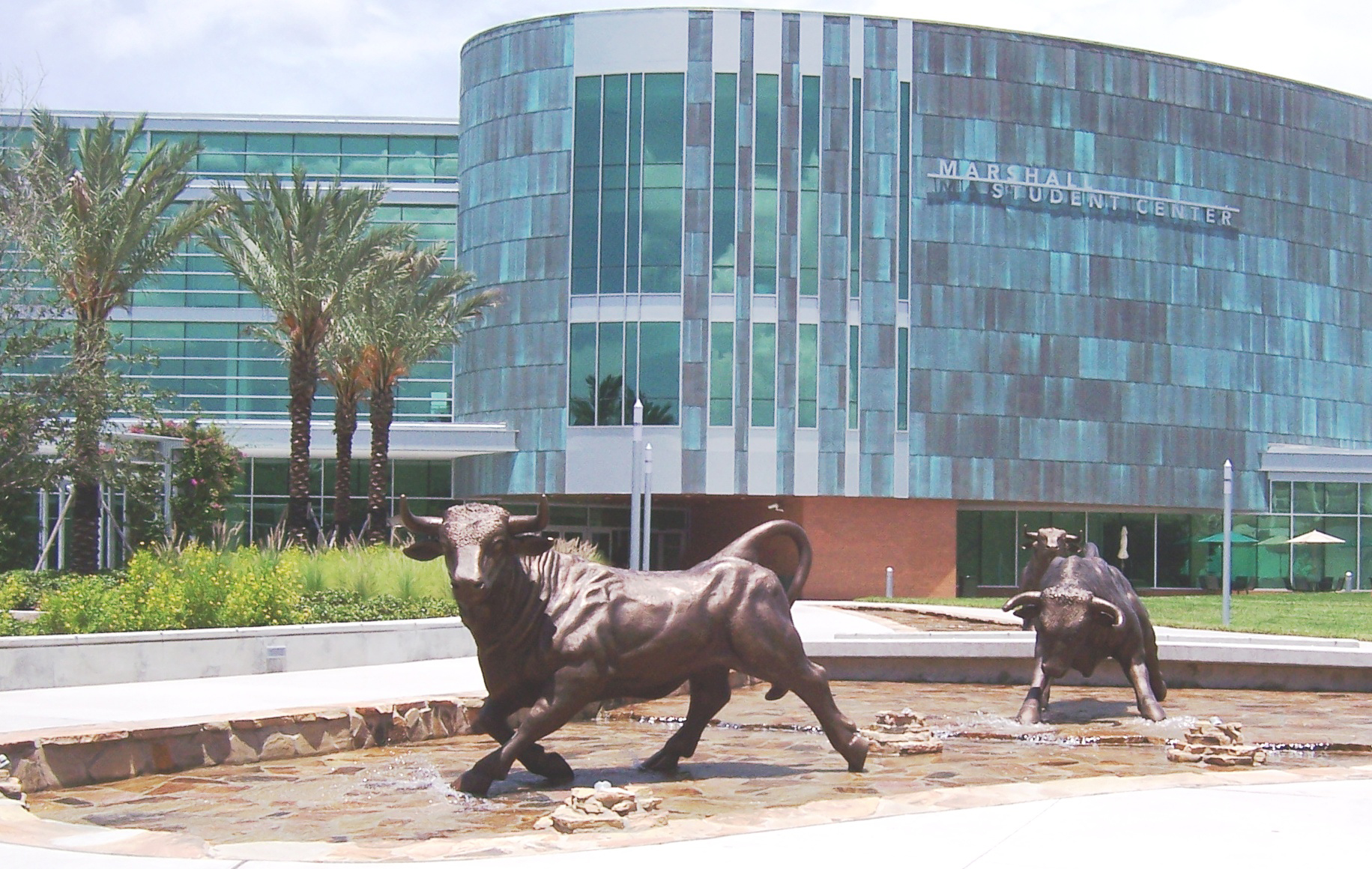
Universidade de South Florida
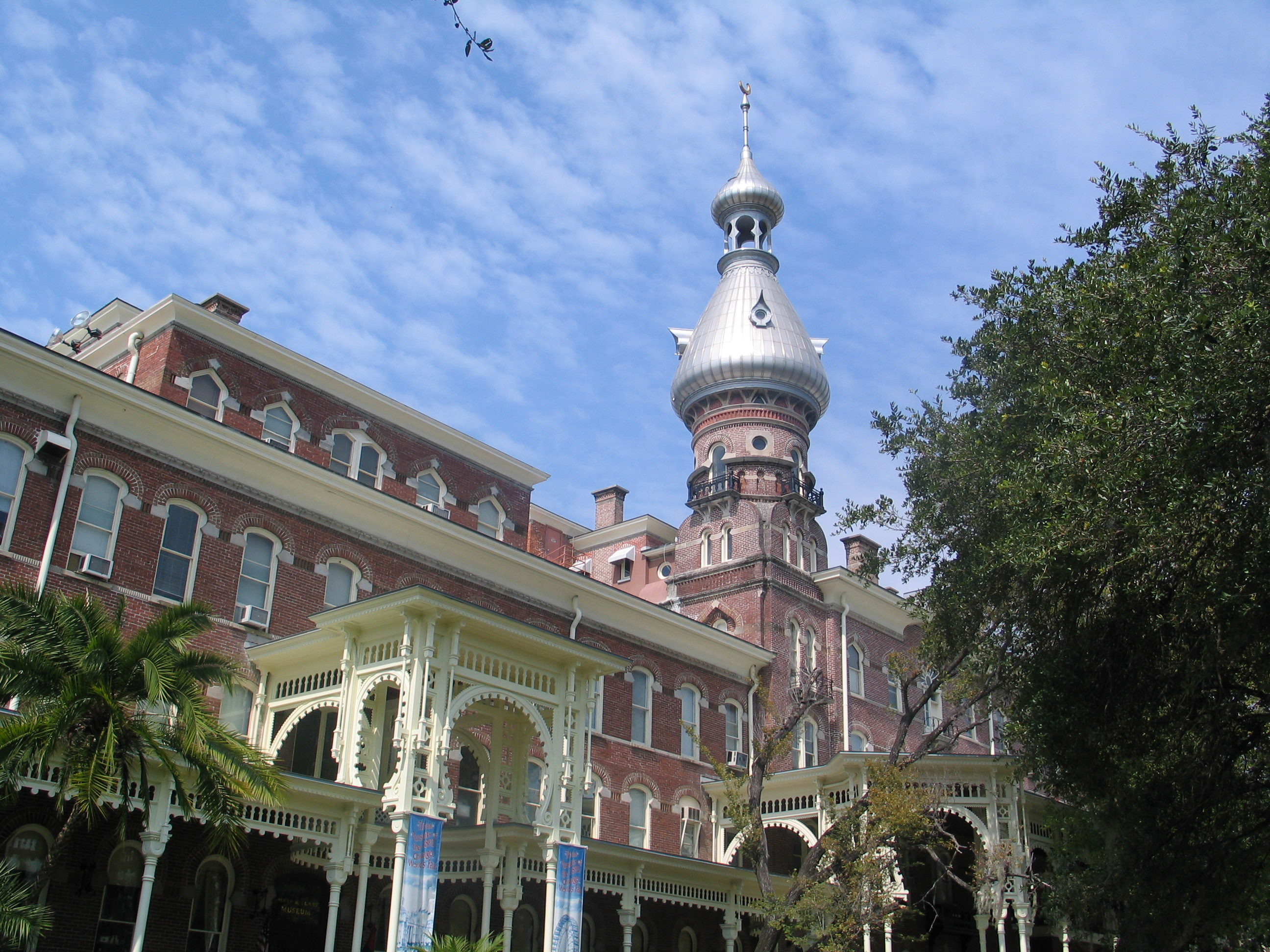
University of Tampa Tampa